# Tondello

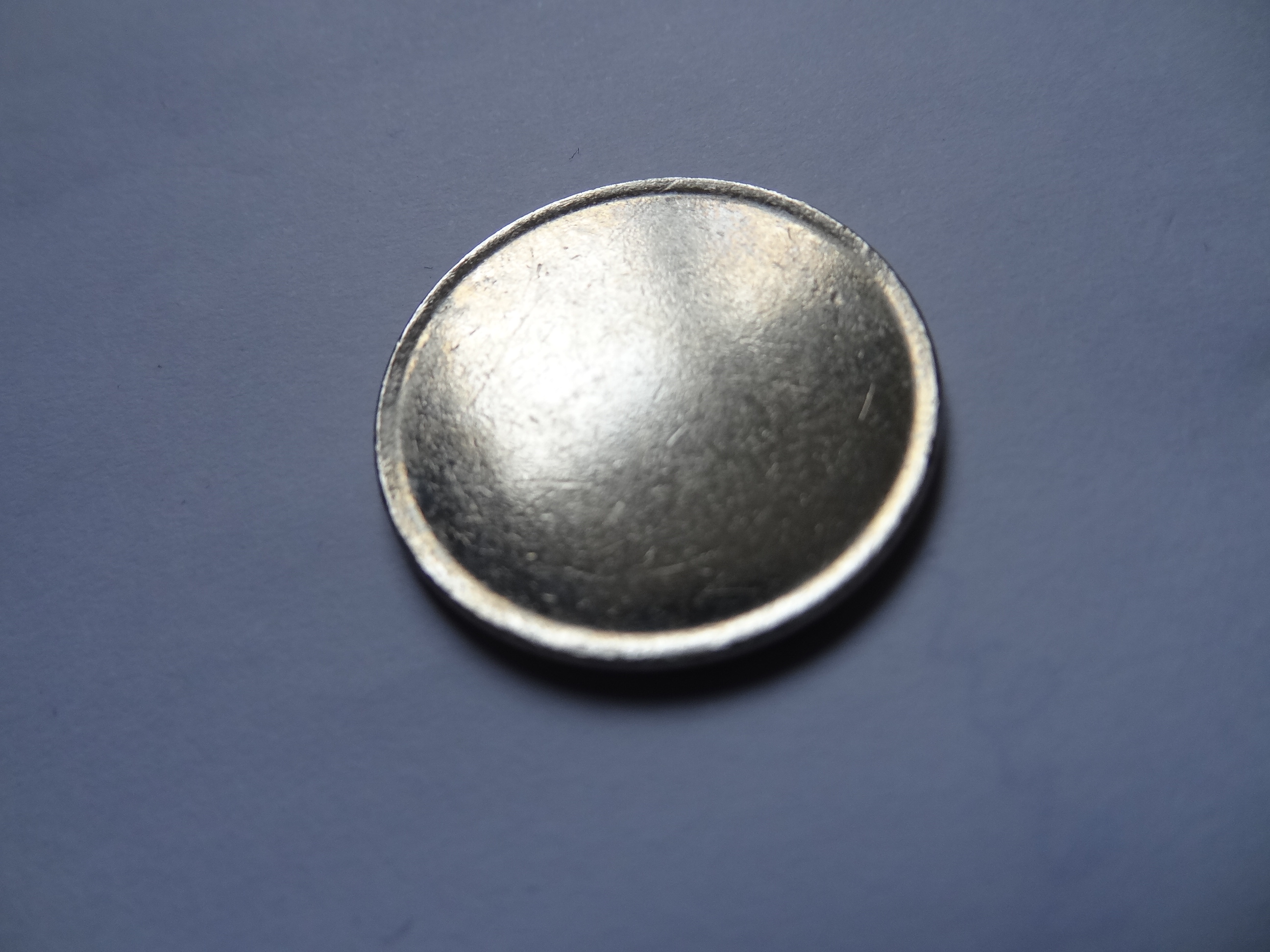
Tondello

In numismatica, un tondello è un disco piatto di metallo usato per battere moneta.

## Storia
Nell'antichità veniva prodotto per fusione. A volte sono stati usati come tondelli monete non più in circolazione e talvolta rimangono tracce della battitura precedente. Si parla di sovrabattitura.
In questo caso è possibile fissare una cronologia relativa tra due diverse emissioni.